# Elizabeth Eisenstein
Elizabeth Lewisohn Eisenstein (Nova York, 11 de outubro de 1923 - Washington, 31 de janeiro de 2016) foi uma autora e historiadora americana da Revolução Francesa e início do século XIX.
Ela é mais conhecida por sua obra "The Printing Press as an Agent of Change", livro publicado em dois volumes no ano de 1979.

## Biografia
Eisenstein é a terceira filha de Sam A. Lewisohn, filho de Adolph Lewisohn e Margareth Seligman, neta de Joseph Seligman, um banqueiro americano. Eisenstein estudou na Vassar College, onde recebeu seu título de bacharel. Mais tarde tornou-se Ph.D pela Radcliffe College.
Lecionou na American University de 1959 a 1974 e depois na Universidade de Michigan. Em 1979, se tornou consultora residente para o Centro do Livro na Biblioteca do Congresso e neste mesmo ano publicou sua mais famosa obra: The Printing Press as an Agent of Change, livro em dois volumes que rapidamente se tornou referência  obrigatória nas discussões sobre os efeitos culturais da prensa e do impresso. Posteriormente, os volumes foram resumidos em uma obra menor, esta publicada no Brasil com o título de "A Revolução da Cultura Impressa – os primórdios da Europa Moderna", onde são estabelecidos seus pensamentos sobre e "Revolução não reconhecida".

## Contribuições acadêmicas
Em 1979, no famoso livro The Printing Press as an Agent of Change, Eisenstein descreveu a Impressão Gráfica como uma "revolução não reconhecida", explicando que o papel dela como "agente de mudança" foi subestimado nos estudos sobre períodos como a Renascença e a Revolução Científica. Eisenstein se inspirou em Walter Ong e Marshall McLuhan, simplificando seus estudos e os explicando com os termos comuns na sua própria comunidade profissional, de historiadores.

## A prensa

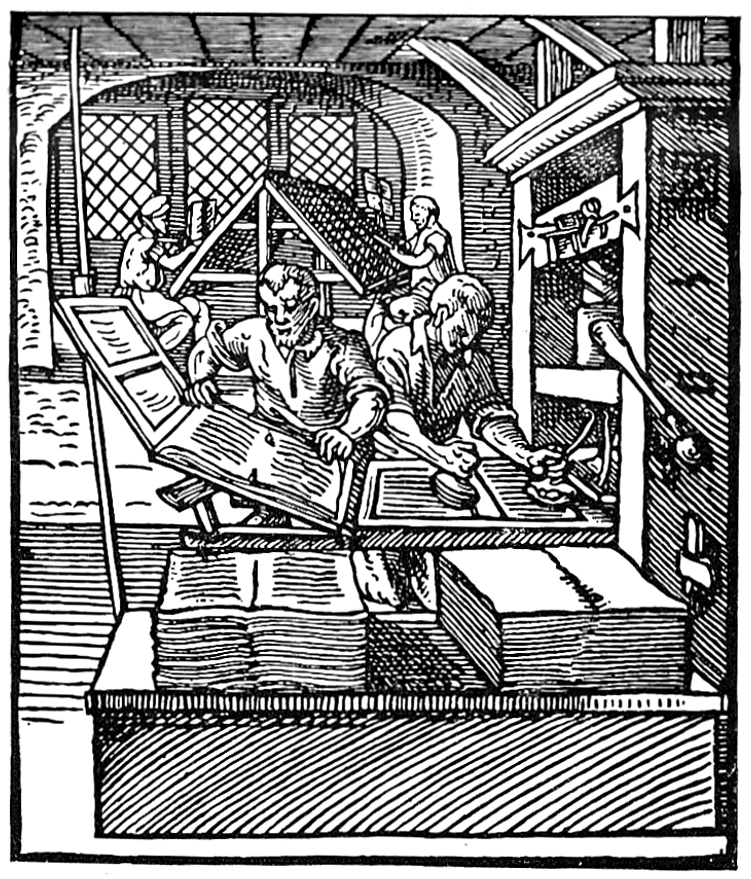
Prensa mecânica em uso, xilogravura, 1568

Ela enfatizou duas consequências da invenção dos impressos, a primeira sendo a padronização dos estudos, que facilitou a difusão de conhecimento por várias gerações, e impediu a alteração das obras originais, como ela cita no trecho:
“De todas as novas características trazidas pela capacidade de duplicação própria da imprensa, a de preservação é possivelmente a mais importante”
(EISENSTEIN, 1998, p. 95)
Isso também permitiu que outras obras se desenvolvessem, baseadas nas antigas que agora poderiam ser acessadas:
“A condição de permanência trouxe como resultado uma nova modalidade de mudança progressiva. Em resumo, a preservação do velho foi um requisito para que se criasse a tradição do novo.”
(EISENSTEIN, 1998, p. 104).
A prensa também teria aumentado a quantidade de obras disponíveis. A outra consequência foi gerar desconfiança sobre a imprensa, já que os mesmos eventos eram descritos de formas distintas em diferentes jornais, de forma mais visível que as diferenças entre os livros.
Com a reprodutibilidade, mais pessoas foram capazes de identificar erros nas obras, já que várias cópias delas eram distribuídas. Isso fez com que o público fosse mais crítico, no que ela chamaria de "trabalho coletivo de revisão por parte do público", e consequentemente os impressores passaram a melhorar suas obras a cada edição - mesmo porque havia concorrência.

## Layout
Os layouts dos livros e a organização de seu conteúdo para Eisenstein produzia efeitos que refletiam diretamente na sociedade. "Uma reflexão mais detida sugere que os pensamentos dos leitores são guiados pelo modo como estão ordenadas e apresentadas as matérias contidas nos livros. Mudanças básicas no formato de um livro bem poderiam conduzir a mudanças nos padrões de pensamento" (EISENSTEIN, 1998, p. 80).

## Eisenstein X Johns
Adrian Johns, atualmente historiador do departamento de história da Universidade de Chicago, posicionou-se muito duramente com relação aos métodos de Eisenstein em seu livro The Nature of the Book: Print and Knowledge in the Making. Para o autor, Eisenstein teria posicionado a própria prensa, foco de seu trabalho, fora da história. Ele questionou ainda sua temporalidade, espacialidade e as origens de seus dados.
“O ponto de discórdia, para Johns, é o fato de Eisenstein atribuir à prensa tipográfica poderes intrínsecos, enquanto que ele acredita que o poder da prensa vem do modo como é usada, portanto depende das apropriações sociais."
Por sua vez, Eisenstein teve seu direito de resposta publicado no The American Historical Review, em um artigo intitulado: An Unacknowledged Revolution Revisited. Neste, Eisenstein põe em questionamento à precisão das datas de Johns, sua cronologia e sua hiperlocalização. Ela se defende sob alguns aspectos: discorre sobre a consideração dos poderes intrísecos da prensa, afirmando que “Deve-se dar espaço para as mudanças nas tecnologias de comunicação tanto quanto para a ação pessoal para se entender o fenômeno.”  O que aponta para uma integração entre os efeitos da inserção dos meios de comunicação na cultura com a disseminação (aumento quantitativo de reproduções das obras) e o trabalho intelectual coletivo, que merece destaque maior comparado as observações de Johns sobre os efeitos impessoais da tecnologia.
Para ela, Johns não se mostraria tão interessado em diferir entre manuscrito e impresso e também parece indiferente pelo comércio de livros dos grandes centros urbanos.
“Meu trabalho não se pretendeu enquadrar nem pela história do livro nem pela história da leitura. (...)Eu queria explorar como a mudança do manuscrito para o impresso afetou diversas instituições, tradições, ocupações e modos de pensamento e expressão que estavam presentes na Europa Ocidental durante o final do século XV”.
Rigorosa e de modo explícito a autora então fechou sua fala assegurando que Johns prestaria desserviço aos conhecimentos históricos ao não atribuir o digno valor da transição do manuscrito para o impresso.
Tal divergência entre ambos merece destaque, pois traz a reflexão sobre a impressão e as mudanças sociais e culturais que ela produziu, observando as consequências da introdução da prensa na cultura: “Eisenstein trabalha num âmbito de análise macro, observando o aumento quantitativo, padronização e preservação dos impressos e Johns se interessa pelos detalhes das microoperações cotidiana, onde o que importa é o modo como a tecnologia é utilizada.” 

## Prêmios
- Bolsas de estudo
  - A John Simon Guggenheim Memorial Foundation oferece bolsas com a duração de um ano, para profissionais de diversas aréas que estejam com a sua pesquisa avançada, de modo que eles possam passar o ano inteiro com dedicação exclusiva ao seu trabalho.[13]

Prêmios
  - Distinção Escolar da American Historical Association em 2002. É um prêmio conferido a historicistas renomados, com alto grau de distinção na sua classe, que passaram o maior periodo de sua pesquisa em solo americano.[14]
  - Membro Honorário de Doutora em Letras da Universidade de Michigan em 2004. Pelo seu estudo ""The Printing Press as an Agent of Change," que foi publicado durante o seu período como professora da Universidade de Michigan, que se tornou uma referência internacional no seu campo "[15]
  - Em 1993, a Coalizão Nacional de Pesquisadores Independentes criou o Eisenstein Prize, que é concedido a cada dois anos para as melhores publicações submetidas ao NCIS a partir de três critérios principais, ser uma produção independente, estar impecável quanto a escrita e trabalhar uma vertente multi-focal do assunto.[16]

## Livros
- A máquina impressora como agente de transformação / The Printing Press As an Agent of Change [17] (1979)

Nessa obra, considerada a mais importante da autora, Eisenstein discorre em dois volumes sobre o advento da prensa gráfica de Johannes Gutenberg, tecendo uma linha histórica até o início dos tempos modernos. A historiadora faz uma análise sobre a mudança na área da comunicação, causada pelos impactos do surgimento da prensa gráfica, aliando a análise de desenvolvimentos sociais,(culturais e intelectuais). A autora opta por escrever sobre o impacto que a prensa gráfica exerceu sobre o manuscrito, isolando o impacto sobre a oralidade.
No prefácio da obra, Elizabeth Eisenstein cita Joseph Ames: Confesso abertamente que, ao empreender esta história da Imprensa, assumi uma tarefa demasiado ambiciosa para minha capacidade, e de cujo alcance não me apercebi bem de início.
- A Revolução da Cultura Impressa - Os primórdios da Europa Moderna / The Printing Revolution in Early Modern Europe [19] (1983)

A Revolução da Cultura Impressa - Os primórdios da Europa Moderna é uma edição condensada e ilustrada da obra mais famosa de Eisenstein The Printing Press As an Agent of Change, porém nesta não há notas de rodapé. O livro traz uma análise sobre os impactos do surgimento da prensa gráfica na Europa Ocidental aliando os desenvolvimentos sociais, através da história, até os primórdios dos tempos modernos.
- Grub Street Abroad: Aspectos da Imprensa Francesa Cosmopolita desde a Era de Louis XIV até a Revolução Francesa / Grub Street Abroad: Aspects of the French Cosmopolitan Press From the Age of Louis XIV to the French Revolution (1992)[20]

Em Grub Street Abroad: Aspects of the French Cosmopolitan Press From the Age of Louis XIV to the French Revolution a historiadora demonstra como, na época do Iluminismo e Revolução francesa, eram necessárias as publicações eram feitas fora do território francês e a importação de livros.
- Arte Divina, Máquina Infernal: A recepção de impressão no Ocidente / Divine Art, Infernal Machine: The Reception of Printing in the West[21] (2011)

Em Divine Art, Infernal Machine: The Reception of Printing in the West, Eisenstein discorre sobre o impresso, no espaço de tempo de  cinco séculos, argumentando como este impacta a sociedade, coligado ao desenvolvimento da tecnologia e as mudanças culturais. A autora declara, na obra, seu ceticismo pela crença da superação do impresso na era digital.

## Estudos e artigos
- O primeiro revolucionário profissional: Michele Filippo Buonarroti (1761-1837), um ensaio biográfico / The first professional revolutionist: Filippo Michele Buonarroti (1761-1837), a biographical essay. Cambridge, MA: Harvard University. (1959)[22]
- O advento da imprensa na literatura histórica atual: Notas e Comentários sobre uma transformação elusiva na Revisão Histórica Americana /The Advent of Printing in Current Historical Literature: Notes and Comments on an Elusive Transformation in The American Historical Review (1970)
- Cultura Impressa e Pensamento Iluminista / Print Culture and Enlightenment Thought (1979)[23]
- Emergência da Cultura Impressa no Ocidente - Jornal da Comunicação 30 /Emergence of Print Culture in the West. - Journal of Communication 30. (1980)
- Livros e sociedade na história. - Documentos da Associação de Faculdades e Pesquisa em Livrarias de  Livros Raros e Manuscritos / Books and Society in History. - Papers of the Association of College and Research Libraries Rare Books and Manuscripts (1980)
- Tradições Intelectuais Francesas - Suplemento Literário do The Times /French Intellectual Traditions. - The Times Literary Supplement (1984)
- Quem leu John Locke + Resposta ao Oscar Handlin - Bolsa de estudos americana /Who Read John Locke + Reply to Oscar Handlin. - American Scholarship (1990)
- O fim do livro - Algumas perspectivas sobre a mudança da Mídia - Bolsa de Estudos americana / The End of the Book - Some perspectives on Media Change. - American Scholarship (1995)
- Da palavra impressa à imagem em movimento. Tecnologia e o resto da Cultura /From the printed word to the moving image. Technology and the Rest of Culture. - Social Research (1997)
- Como reconhecer uma Revolução- Réplica / How to Acknowledge a Revolution--Reply. - The American Historical Review (2002)
- Uma revolução não reconhecida revisitada.- A Revisão Histórica Americana /An unacknowledged revolution revisited. - The American Historical Review (2002)
- Definindo o deslocamento inicial: Algumas características de impressão Cultura / Defining the Initial Shift: Some Features of Print Culture (2003)